# Waradži

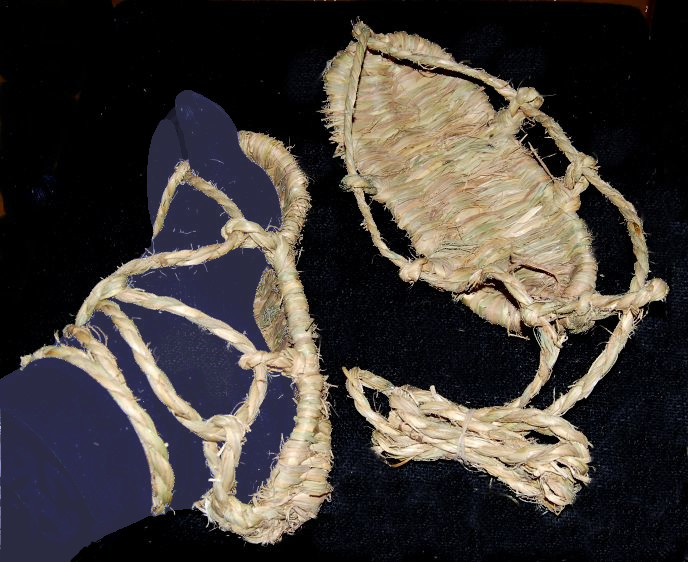
Waradži

Waradži (japonsky: 草鞋) jsou japonské sandály zhotovované ze svazků slámy. V minulosti byly nejběžnějším typem obuvi obyčejných lidí. Dnes je nosí buddhističtí mniši z "výcvikových" klášterů s přísným režimem (senmon dódžó) při vycházce za almužnou (takuhacu).